# 수와이다주
수와이다주(아랍어: محافظة السويداء)는 시리아를 구성하는 14개 주 가운데 하나로, 주도는 수와이다이며 면적은 5,550km2, 인구는 346,000명(2007년 기준)이다. 시리아 최남단에 위치하고 있고 서쪽으로는 다라주, 북쪽과 북동쪽으로는 리프디마슈크주와 인접해 있으며 남쪽으로는 요르단과 인접해 있다. 드루즈산맥과 맞닿아 있고 드루즈인이 다수를 차지하며 동방 정교회 신자와 무슬림이 소수를 차지한다.